# Брукстервауде
Брукстервауде (нід. Broeksterwoude, фриз. Broeksterwâld) — село в нідерландській провінції Фрисландія. Входить до муніципалітету Дантюмадел. Його населення станом на 2017 рік складало 1100 осіб.